# Remshalden
Remshalden est une commune de Bade-Wurtemberg (Allemagne), située dans l'arrondissement de Rems-Murr, dans la région de Stuttgart, dans le district de Stuttgart.

## Personnalités liées à la ville
- Friedrich Retter (1816-1891), homme politique né à Remshalden.
- Ernst Heinrich Heinkel (1888-1958), ingénieur né à Grunbach.